# Sternplatz (Bayreuth)

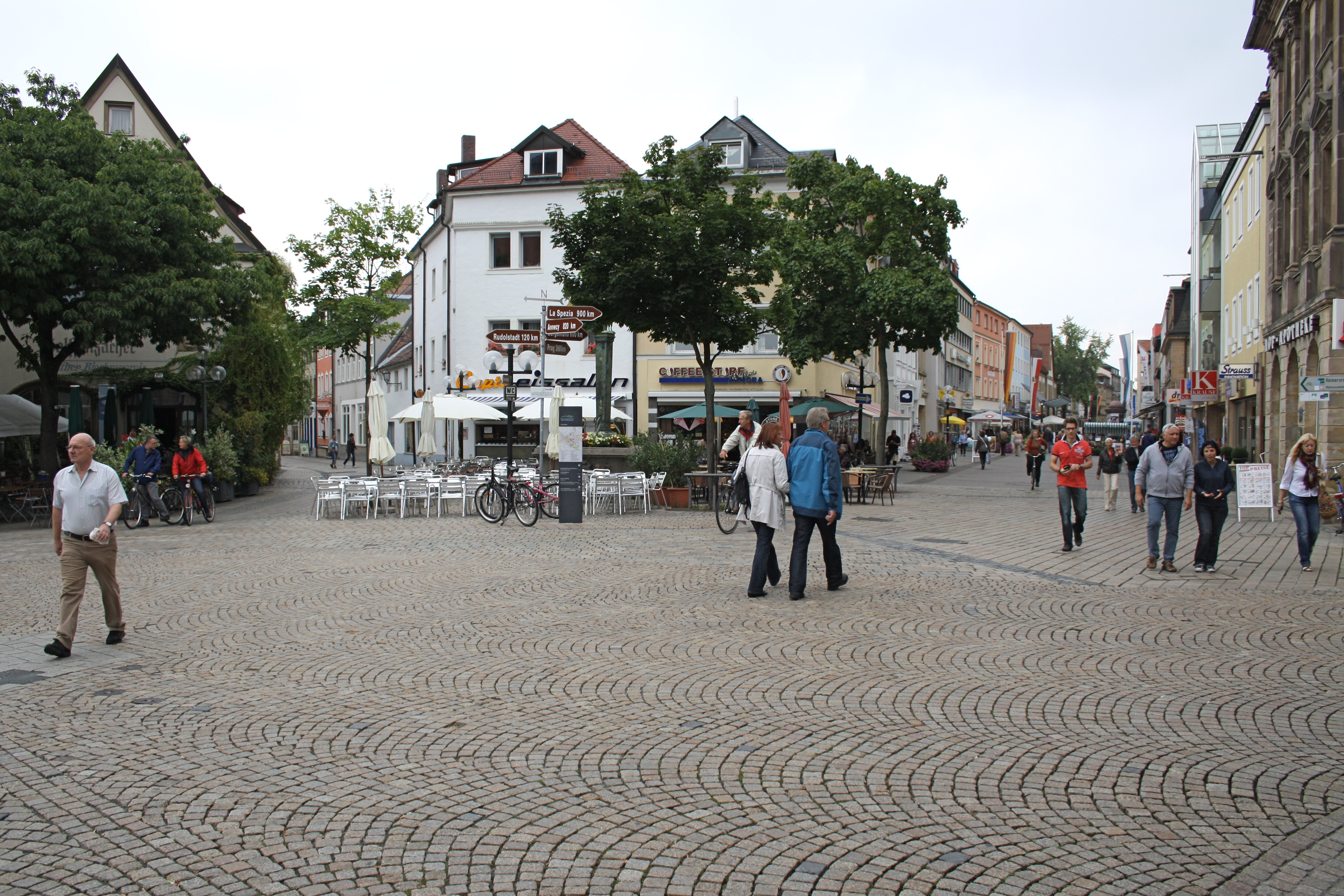
Sternplatz mit abgehender Badstraße (links) und Richard-Wagner-Straße

Der Sternplatz in Bayreuth ist einer der zentralen Plätze der Hauptstadt Oberfrankens. Im 20. Jahrhundert war der heute in der Fußgängerzone der Innenstadt gelegene Platz der verkehrsreichste Platz der Stadt.

## Name
Der Platz lag einst außerhalb der Stadtmauer unmittelbar vor dem Stadttor Oberes Tor. Bis dahin als „Platz am obern Thor“ bezeichnet erhielt er, nach dem Verkauf der Stadt an das Königreich Bayern, zu Ehren des Regierungsjubiläums Maximilians I. im Jahr 1824 den Namen Maximilianplatz. Seit 1937 wird er per damaliger Verordnung als Sternplatz bezeichnet, dieser Name bezieht sich auf das dortige Zusammentreffen von fünf Straßen. In der örtlichen Umgangssprache wurde er auch Kutscherplatz und Maulaffenplatz genannt.

## Geschichte und Beschreibung

Blick über den Sternplatz in die Maximilianstraße mit Textilgeschäft Pfefferkorn (Mitte), rechts abgehend die Opernstraße, frühes 20. Jahrhundert

Sternplatz mit dem 1962 abgerissenen „Gärtnerhaus“ Maximilianstraße 1 (links) an der Einmündung der Ludwigstraße, um 1907

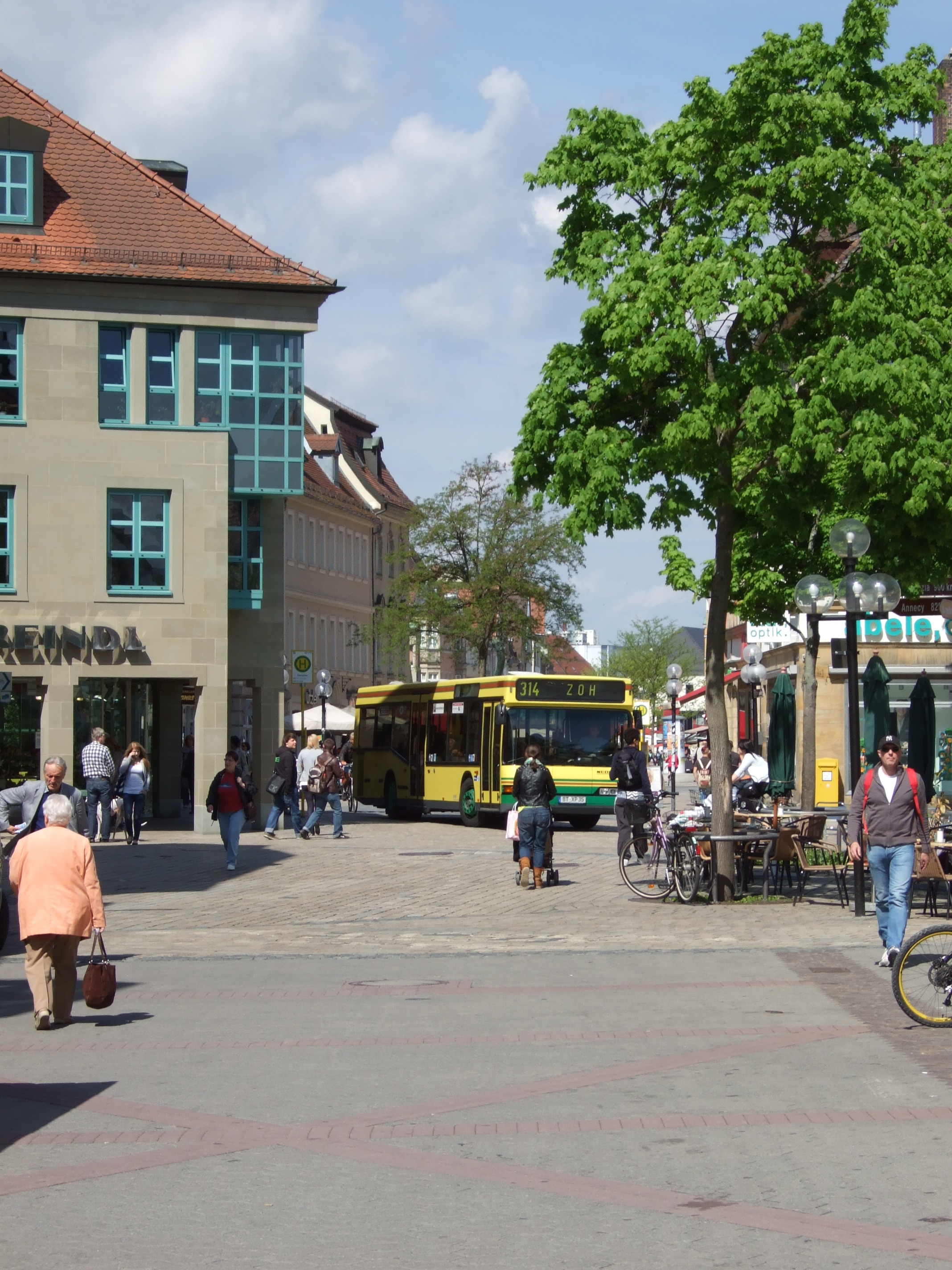
Stadtbus auf dem Weg zum Sternplatz, links das neugebaute Geschäftshaus Maximilianstraße 1

Bis ins späte 20. Jahrhundert hinein war der Sternplatz Kreuzungspunkt der beiden wichtigsten Verkehrsachsen der Stadt. Die Ost-West-Achse, bestehend aus der Richard-Wagner-Straße (bis 1885, zwei Jahre nach Richard Wagners Tod: Rennweg) und der sich zum Straßenmarkt aufweitenden Maximilianstraße (vor 1824: Haupt- bzw. Marktstraße) kreuzte dort den von Norden nach Süden verlaufenden Straßenzug Opernstraße (bis 1808: Münzgasse)–Ludwigstraße (vor 1830: Schloßstraße). Als weiterer Verkehrsweg geht vom Sternplatz die Badstraße (bis 1889: Ziegelgasse) ab. Unter dem Platz verläuft von Ost nach West der einst offene Lösch- und Abwasserkanal Tappert, der einen Abzweig nach Norden entlang der zum Rotmaintal hin abfallenden Opernstraße aufwies.

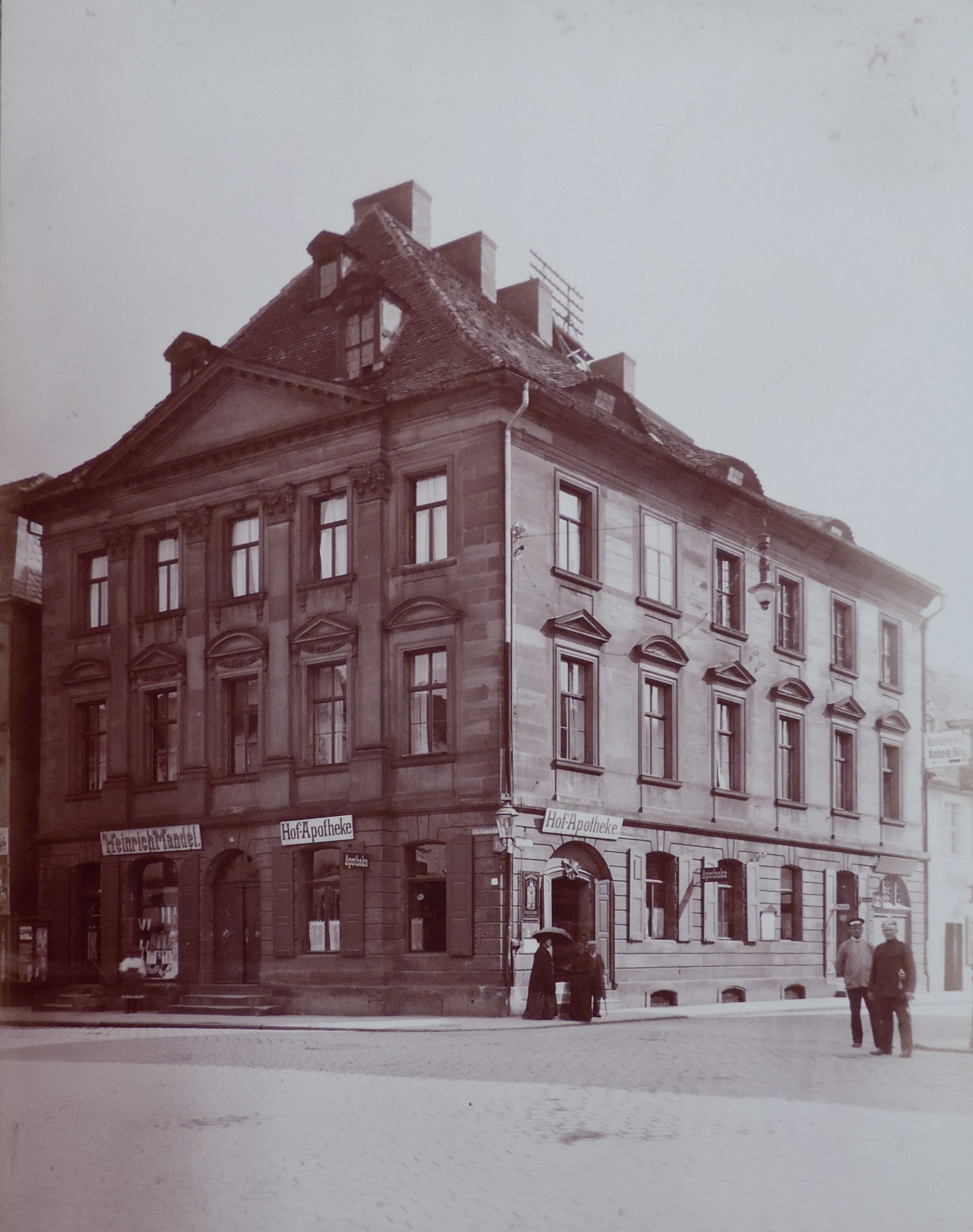
Richard-Wagner-Straße 2, Eckhaus an der Ludwigstraße mit der Hof-Apotheke, vor 1913

Im 20. Jahrhundert führten alle drei durch Bayreuth führenden Fernstraßen über den Platz. Die Bundesstraßen 22 und 85 verliefen gebündelt auf der Achse Maximilianstraße–Richard-Wagner-Straße, in der Relation Opernstraße–Richard-Wagner-Straße stieß am Sternplatz die Bundesstraße 2 dazu. Das hohe Verkehrsaufkommen wurde bereits früh von Verkehrsposten hoheitlich geregelt. Nach dem Ende des Zweiten Weltkriegs übernahm das zunächst die US-amerikanische Besatzungsmacht und hinterließ ein rundes Schutzhäuschen. Später standen die Verkehrsposten auf einem Podest, ehe 1952 dort die erste – noch handbediente – Verkehrsampel der Stadt installiert wurde. Deren Funktion wurde den Bürgern von den beiden örtlichen Tageszeitungen erklärt.
Obwohl der Sternplatz mittlerweile im Bereich der innerstädtischen Fußgängerzone liegt, ist er nicht frei von Kraftfahrzeugverkehr. Neben den Linienbussen der Stadtwerke Bayreuth wird er auch von Personenkraftwagen auf dem Weg zu einer Tiefgarage in der Richard-Wagner-Straße befahren.
Lange Zeit wurde der Platz donnerstags als Holzmarkt genutzt. Aufgrund seiner Lage an der „Flaniermeile“ Maximilianstraße–Richard-Wagner-Straße wies er bereits im 19. Jahrhundert ein reges Geschäftsleben auf. Im 1830 errichteten „Gärtnerhaus“ (Maximilianstraße 1) entstand das erste Kaufhaus der Stadt. 1892 verlegte der jüdische Kaufmann Simon Pfefferkorn sein Textilgeschäft in die jenem gegenüberliegenden Häuser Opernstraße 1 und Maximilianstraße 2, wo es sich zur führenden Handlung für Teppiche und Stoffe Bayreuths entwickelte. Bereits 1928 musste Pfefferkorn unter dem Druck der NSDAP sein Anwesen weit unter seinem Wert an einen nationalsozialistischen Verlag verkaufen. Der örtliche Architekt Hans Reissinger baute es zum Sitz des Gaus Bayerische Ostmark um, am 1. Juli 1933 wurde es als solcher eingeweiht. An der Eckfront des in der Folge als Braunes Haus bezeichneten Gebäudes, das sich zur Schaltstelle der „Arisierung“ in Oberfranken entwickelte, war zeitweise ein überdimensionales Bildnis Adolf Hitlers angebracht. In den letzten Tagen der NS-Diktatur brannte das Eckhaus im April 1945 unter ungeklärten Umständen aus; nach Kriegsende wurde es abgerissen, das Grundstück Opernstraße 1 ist heute eine leere Fläche.
Im Haus Opernstraße 2 befand sich von 1910 bis 1970 mit dem Kaiser’s Kaffeegeschäft eines der bekanntesten Lebensmittelgeschäfte der Stadt. Ein dominantes Haus am Platz ist das Sandsteingebäude Richard-Wagner-Straße 2, in dem die Hof-Apotheke untergebracht ist. Weitere erwähnenswerte Gebäude sind das 1753 errichtete Hotel „Goldener Anker“ in der Opernstraße 2–6 und die Gaststätte Wolffenzacher in der Badstraße 1. Die Eisdiele im Haus Badstraße 2 war seit 1948 als „Milchbar“ ein beliebter Treffpunkt nicht nur der örtlichen Jugend.
Während der Luftangriffe auf Bayreuth des Jahres 1945 blieb der Sternplatz weitgehend unbeschädigt. Im März 1962 wurde das als Verkehrshindernis empfundene rechte Eckhaus zur Ludwigstraße abgerissen. In dem als „Gärtnerhaus“ bekannten Sandsteingebäude mit der Adresse Maximilianstraße 1, dem einzigen klassizistischen Haus der Stadt, war einst das erste Kaufhaus der Stadt ansässig. Die für seinen Abbruch Verantwortlichen hatten darauf gehofft, in absehbarer Zeit auch das nebenstehende Haus Maximilianstraße 3 erwerben zu können, dessen Fassade den Verkehrsraum ebenfalls einengte. Später wurde dieser Irrtum erkannt und die Lücke durch den Neubau eines modernen Geschäftshauses wieder geschlossen. Während der fünfjährigen Planungs- und Bauzeit für dieses im April 1992 fertiggestellte Gebäude orientierte man sich am mittelalterlichen Grundriss des Platzes.

## Reiterbrunnen

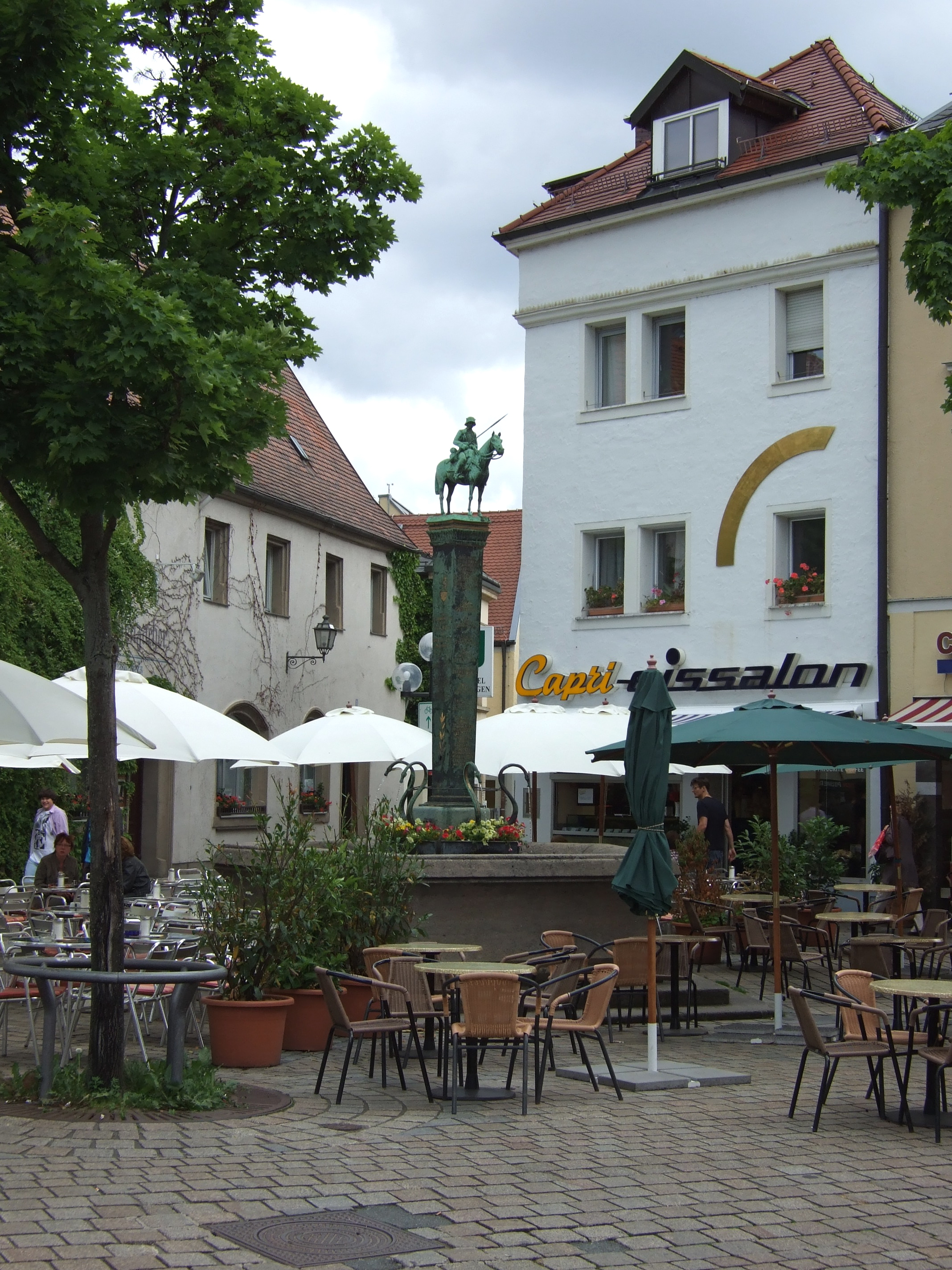
Reiterbrunnen

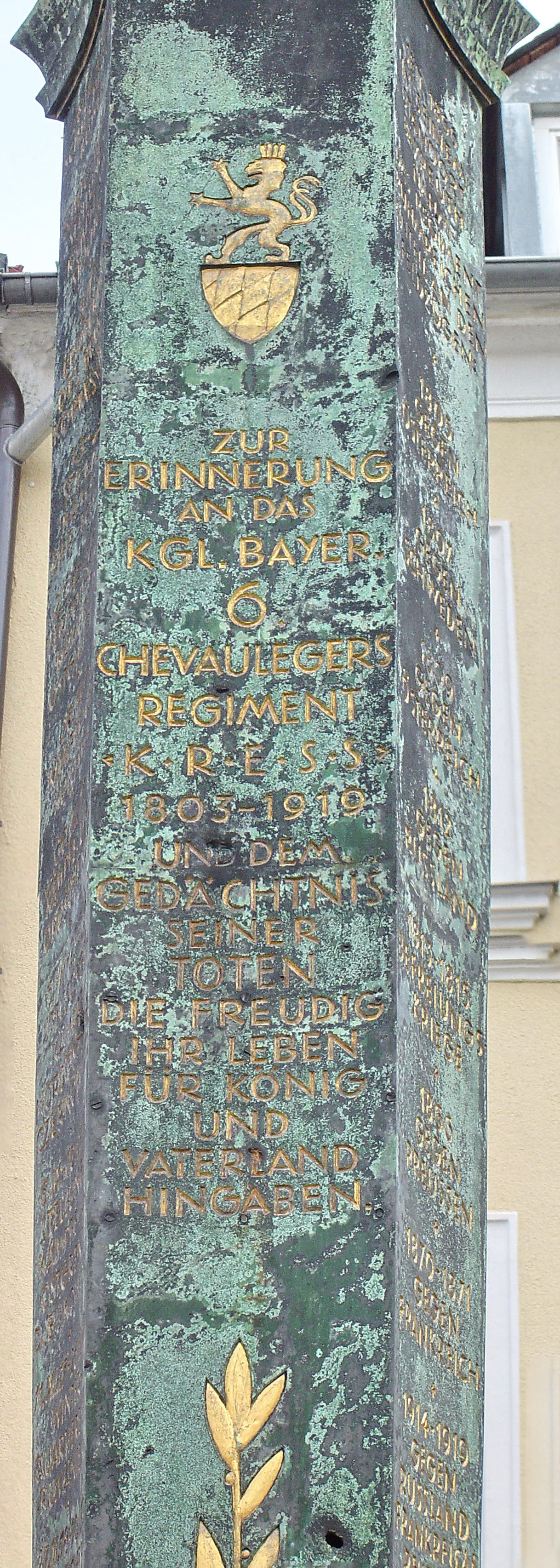
Inschrift am Reiterbrunnen

Auf der Fläche vor den Eckhäusern Richard-Wagner-Straße 1 und Badstraße 2 wurde zu Ehren des bis 1918 in Bayreuth stationierten königlich-bayerischen 6. Chevauleger-Regiments 1922 der „Reiterbrunnen“ errichtet. Das von Reissinger entworfene Denkmal ist bereits der vierte Brunnen an dieser Stelle. Von alters her stand dort ein Ziehbrunnen, der später durch einen Pumpbrunnen mit einer Abdeckung in Form einer hölzernern Pyramide ersetzt wurde. Neben jenen wurde 1875/76 ein erster Zierbrunnen gesetzt.
Der fünfeckige Brunnen symbolisiert die fünf Eskadronen der Chevaulegers, die gemeinsam ein Regiment bildeten. 1803 hatte man aus dem fürstbischöflichen Würzburger Husarenkorps, den Bamberger und den Würzburger Dragonern sowie dem Kurpfälzischen Dragoner-Regiment das 4. Chevaulegers-Regiment geformt, das 1811 zum 6. Königlich Bayerischen Chevaulegers-Regiment wurde. 1866 wurden zwei Schwadronen nach Bayreuth verlegt, 1892 zwei weitere und 1909 schließlich die fünfte Schwadron. Die Anwesenheit der vielen Soldaten prägte das Leben der Stadt.
Aus der Mitte des Brunnens ragt eine viereinhalb Meter hohe, ebenfalls fünfeckige Bronzesäule, die von einem berittenen Soldaten des Ersten Weltkriegs gekrönt ist. Fünf schlangenförmige Wasserspeier an deren Fuß enden in Pferdeköpfen. Eine Inschrift am Brunnen lautet: ZUR ERINNERUNG AN DAS KGL. BAYER. 6. CHEVEAULEGERS REGIMENT ‚KRESS‘ 1803–1919 UND DEM GEDÄCHTNIS SEINER TOTEN DIE FREUDIG IHR LEBEN FÜR KÖNIG UND VATERLAND HINGABEN. Weitere Inschriften an der Säule geben Aufschluss darüber, wo diese Männer überall kämpften. Als berittene Soldaten hatten sie es gegen das Aufkommen von Maschinengewehren und Trommelfeuer zunehmend schwerer, der Erste Weltkrieg erwies sich für die Chevauxlegers (im örtlichen Sprachgebrauch „Schwolleschee“ genannt) als fatal.

## Sonstiges

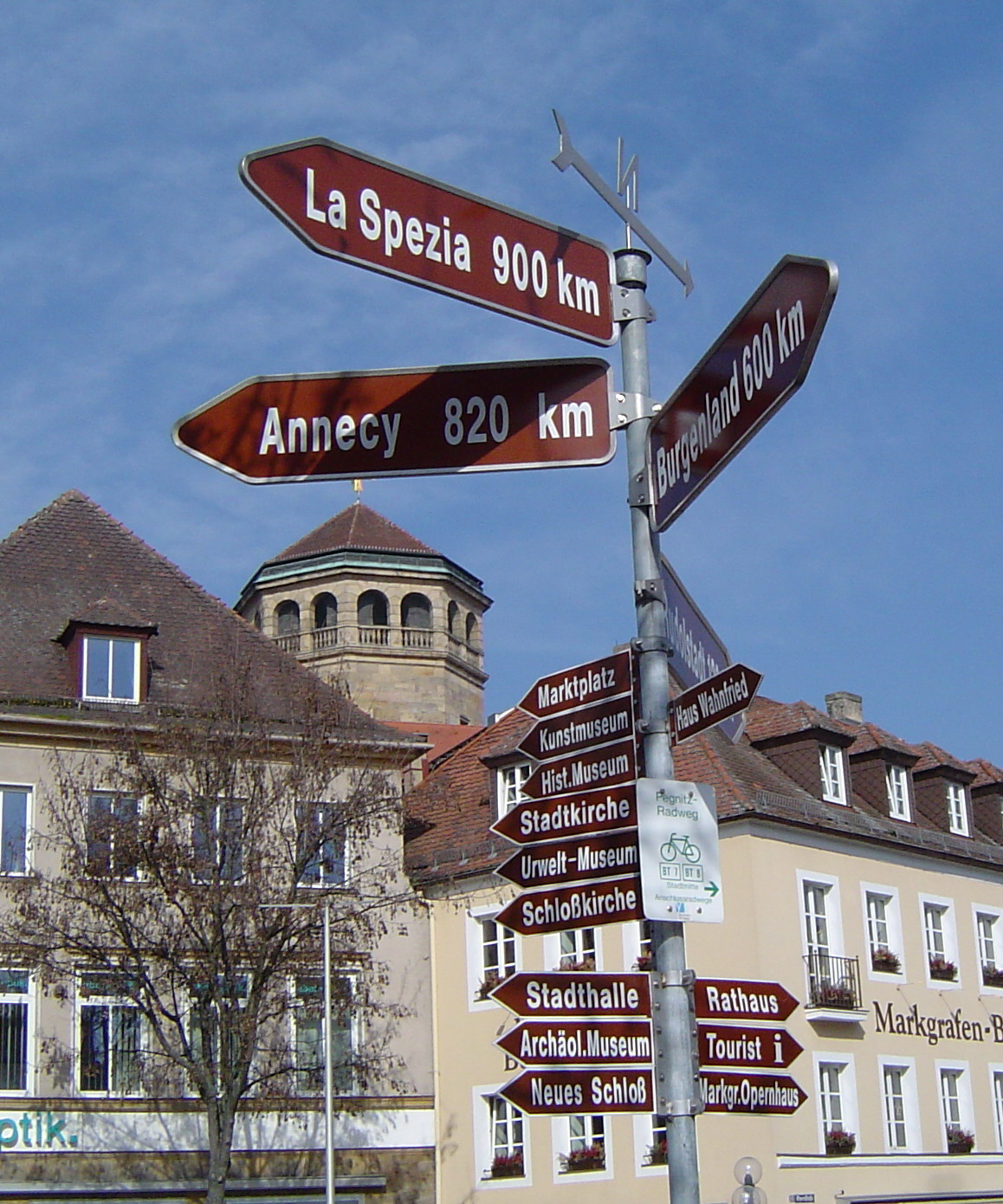
Wegweiser zu den Partnerstädten auf dem Sternplatz

Ein interfraktioneller Antrag mehrerer Parteien, der vorsah, auf der leeren Fläche des ehemaligen „Braunen Hauses“ einen Gedenkort für die rund 150 jüdischen Bürger Bayreuths, die den nationalsozialistischen Gräueltaten zum Opfer fielen, in Form einer Stele zu errichten, fand im Bayreuther Stadtrat 2021 eine breite Mehrheit. Ein Gedenken in Form von Stolpersteinen lehnt die israelitische Kultusgemeinde der Stadt ab. 2022 wurde die Ausgestaltung des Gedenkorts dahingehend geändert, statt der Stele eine akustische Installation in den Boden einzulassen. Das akustische Mahnmal wurde im Winter 2022/23 fertiggestellt und am 26. Januar 2023 eingeweiht. Es erinnert an 182 jüdische Opfer des Nationalsozialismus, deren Namen und Lebensdaten der Schauspieler Matthias Brandt unentgeltlich eingesprochen hatte.
Ein Pfosten mit Wegweisern in die entsprechenden Himmelsrichtungen macht am Sternplatz auf die Bayreuther Partnerstädte und -regionen aufmerksam.